# 吴灭巢与钟离之战
吴灭巢与钟离之战發生於前518年（周敬王二年、鲁昭公二十四年、楚平王十一年、吴王僚九年、越王允常二十年），吴国军队攻灭巢国（今安徽省瓦埠湖南）和锺离国（今安徽省凤阳县东）的作战。
前519年，鸡父之战，楚国败于吴国。次年，楚平王组织水军由囊瓦率领去攻打吴国。沈尹戌认为此战楚国必失城邑。因为楚国不安抚百姓，边境没有戒备。越国的大夫胥犴在豫章的长江边上慰劳楚平王，越国的公子仓赠送一只船给楚平王。公子仓和寿梦领兵跟随楚平王。楚平王至圉阳（今安徽省巢湖市）而回。吴军追逐楚军，楚国边境守军没有戒备，吴国就灭掉了巢和钟离而回去。